# Ingo Flenker
Walter Werner Ingo Flenker (* 3. Juli 1946 in Wuppertal) ist ein deutscher Internist und Ärztefunktionär.

## Leben
Flenker studierte ab 1967 an der Universität Gießen Medizin, später in München und an der Universität Bonn, wo er 1975 mit der Arbeit Untersuchungen zur Kinetik von Asparaginase und Asparagin bei der Asparaginase-Therapie  zum Dr. med. promovierte. Von 1982 bis 2012 war er Chefarzt der Inneren Medizin am Katholischen Krankenhaus Dortmund-West. Seit 2003 war er zusätzlich Ärztlicher Direktor der Muttergesellschaft, der Katholischen St. Lukas Gesellschaft. Von 1996 bis 2002 war er Dozent, von 2002 bis 2016 Honorarprofessor für Organisationsstruktur des Gesundheitswesens an der Westfälischen Wilhelms-Universität Münster.
Ingo Flenker saß von 1979 bis 1984 für die SPD im Kreistag des Kreises Mettmann. Von 1987 bis 2015 war er zweiter Vorsitzender des Landesverbandes Nordrhein-Westfalen/Rheinland-Pfalz des Marburger Bundes. Flenker war von 1993 bis 2005 Präsident der Ärztekammer Westfalen-Lippe, sein Nachfolger wurde Theodor Windhorst. Flenker war bis 2024 Vorsitzender des Verwaltungsausschusses der Ärzteversorgung Westfalen-Lippe, ehe Peter Czeschinski das Amt übernahm.
Als Vorstandsmitglied der Krebsgesellschaft NRW machte Flenker sich unter anderem um die Errichtung eines Krebsregisters verdient. Als Vorsitzender des Ausschusses „Sucht und Drogen“ der Bundesärztekammer wirkte er auf die Entwicklung von Therapiekonzepten und die Anerkennung der Sucht als Krankheit hin. Außerdem trug er zur Verbesserung der medizinischen Versorgung Wohnungsloser bei. Weitere Schwerpunkte seiner berufspolitischen Tätigkeiten waren die Fortentwicklung des medizinischen Berufsrechts und die Digitalisierung der Medizin.
1996 wurde Flenker mit dem Verdienstkreuz am Bande des Verdienstordens der Bundesrepublik Deutschland ausgezeichnet. 2019 erhielt er mit der Paracelsus-Medaille die höchste Auszeichnung der deutschen Ärzteschaft. Mit seinem jahrzehntelangen Einsatz habe sich Flenker um die medizinische Versorgung, die ärztliche Selbstverwaltung, den Berufsstand der deutschen Ärzteschaft und das Gemeinwohl in der Bundesrepublik Deutschland in ganz besonderer Weise verdient gemacht.